# حذاء القمر

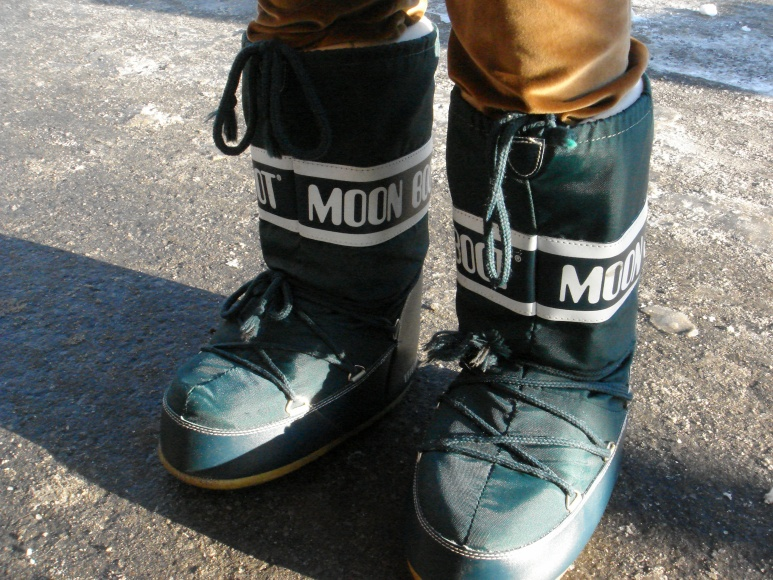
حذاء القمر

جزمة القمر أو حذاء القمر (بالإنجليزية: Moon Boot) هي علامة تجارية لأحذية الثلوج تم إنشاؤها لأول مرة كملابس للتزلج في أوائل السبعينيات من قبل الشركة المصنعة مجموعة تيكنيسا لـ جيفيرا ديل مونتيلو في إيطاليا. أصبحت موضة شعبية في السنوات التي أعقبت هبوط أبولو 11 على سطح القمر، وعادوا إلى الظهور كإتجاه أزياء رجعي في أوائل العقد الأول من القرن الحادي والعشرين.
هو حذاء للثلج مزود بدروز لربط الخيوط وقاع سميك. تكسوه من الخارج طبقة بلاستيكية مشمعة ومبطن بشكل جيّد من الداخل.

## روابط خارجية
- الموقع الرسمي